# 星野雅江
星野 雅江（ほしの まさえ、1967年〈昭和42年〉10月15日 - ）は、元NHKアナウンサー。宮崎県出身。
宮崎県立日向高等学校を経て、鹿児島大学卒業後、1990年入局。在職中は鹿児島、福岡、横浜で勤務した。

## 在職時の担当番組
- 地域のニュース・リポート
- ゆうどき5 九州・沖縄（1999年4月 - 2000年3月）
現在放送されている夕方の情報番組の原点ともいえる番組。2000年4月以降県別放送に移行した。
- ワンダーランド九州「こうせつの金印テレビ」（福岡局時代）
歌手の南こうせつが司会だったバラエティー番組。アシスタントを務めた。